# .gs
.gs је највиши Интернет домен државних кодова (ccTLD) за Јужну Џорџију и Јужна Сендвичка острва.
.gs НИДдк је такође био коришћен за Јахуов blo.gs.